# Ryōta Ukai
Ryōta Ukai (japanisch 鵜飼 亮多 Ukai Ryōta; * 28. Mai 1996 in der Präfektur Chiba) ist ein japanischer Fußballspieler auf der Position eines Abwehrspielers.

## Karriere
Ukai erlernte das Fußballspielen in der Schulmannschaft der Tokyo Gakkan High School. Seinen ersten Vertrag unterschrieb er 2016 bei Thespakusatsu Gunma. Der Verein spielte in der zweithöchsten Liga Japans, der J2 League. 2017 wechselte er zum Viertligisten Tochigi Uva FC, wo er auf 12 Einsätze kam. 2018 unterschrieb er bei Cobaltore Onagawa und absolvierte 10 Spiele für den Verein. Von 2019 bis 2021 spielte Ukai für Vonds Ichihara. Er wechselte im Anschluss zu Esperanza SC aus Yokohama.
Seit Februar 2023 steht Ukai beim japanischen Fünftligisten Cento Cuore Harima unter Vertrag.